# Jackson C. Frank
Jackson Carey Frank, född den 2 mars 1943 i Buffalo, död den 3 mars 1999 i Great Barrington, var en amerikansk folkmusiker.

## Uppväxt
När Jackson C. Frank var elva år exploderade en ugn, som orsakade en brand i hans musikklassrum i Cleveland Hill Elementary School i Cheektowaga i New York. Branden dödade 15 av hans klasskamrater, och tvingade honom till sjukhusvistelse i sju månader. Det var under tiden på sjukhuset som han började intressera sig för musiken, när en lärare, Charlie Castelli, tog med en akustisk gitarr till honom, så att han kunde fördriva tiden under återhämtningen. När han var 21 år gammal fick han en försäkringscheck på 100 000 dollar för sina skador, och med pengarna åkte han till England.

## Karriär
Jackson C. Franks självbetitlade album, Jackson C. Frank som kom ut 1965 producerades av Paul Simon medan de båda spelade folkmusik på klubbar i England. Jackson var så blyg under inspelningen att han bad om att få vara avskärmad för att Paul Simon, Art Garfunkel och Al Stewart (vilka också var med under inspelningen) inte skulle kunna se honom. Han sa: "Jag kan inte spela. Ni tittar på mig." Simon and Garfunkel gjorde en cover på den mest kända låten, "Blues Run the Game", och senare gjorde även Counting Crows och Colin Meloy covers på den. En annan låt, "Milk and Honey", var med i Vincent Gallos film The Brown Bunny, och Fairport Convention, Nick Drake, och Sandy Denny gjorde covers på den.
Även om Frank uppskattades i England under en period, så gick det sämre under 1966, då hans mentala hälsa började svika. Vid samma tid började han experimentera med skrivandet. Försäkringspengarna började ta slut, så han bestämde sig för att åka tillbaka till USA i två år. När han återvände till England 1968 var han som en annan person. Depressionen efter branden hade blivit värre, och han saknade självförtroende.